# Rongorongo

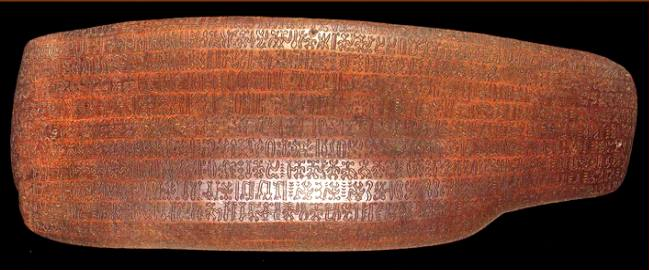
Rongorongo-Tafel (Aroukouru-Kurenga)

Rongorongo (deutsch Gesang, Rezitation, Vortrag) nennt man die einzigartige Schrift der Osterinsel. In Ozeanien hat sich nur auf dieser abgelegenen Insel ein Schriftsystem entwickelt. Es steht völlig isoliert und ist mit keiner anderen Schriftart der Erde vergleichbar. Bis heute ist sie nicht entziffert, obwohl es einige Ansätze zur Deutung gibt.
Der Terminus rongorongo stammt ursprünglich nicht von der Osterinsel, sondern von Mangareva. Dort bezeichnete das Wort eine hochrangige Klasse von Experten, die in der Lage waren, heilige Gesänge und Rezitationen während der Riten an den Marae zu memorieren. Wahrscheinlich gelangte es um 1870 durch Rückkehrer von der katholischen Mission in Mangareva auf die Osterinsel.

## Zweck und Bedeutung
Die Schrift diente – darüber herrscht weitgehend Konsens – ausschließlich den Zwecken einer religiösen und machtpolitischen Elite. Die Stammesgesellschaft Polynesiens war streng stratifiziert und hierarchisch ausgerichtet. An der Spitze standen die ariki (Häuptlinge, Stammesoberhäupter), die Inhaber aller Ressourcen. Gleichzeitig mit ihrer weltlichen Macht symbolisierten sie auch die höchsten religiösen Autoritäten. Gestützt wurden sie von einer Priester- und Adelskaste, oft enge Familienangehörige. In Polynesien wurden Traditionen – und in einer streng hierarchischen Gesellschaftsordnung verstand man darunter vorwiegend Regeln, Riten und Herrschaftsgenealogien – in Form von Rezitationen und rituellen Gesängen weitergegeben. Solche Kenntnisse waren wichtig für die Kontinuität der Dynastien, da die Herrscher ihre Legitimation in einer ununterbrochenen Reihenfolge auf die Gründerahnen zurückführen mussten.
Wissen war Herrschaftswissen und daher ist es einleuchtend, dass die Kenntnis solcher Traditionen bestimmten Personen vorbehalten war. Meister gaben ihr Wissen mündlich an ausgesuchte Schüler weiter. Dabei erhielt die wortgetreue Wiederholung der Texte höchste religiöse Bedeutung. Die Entwicklung mnemotechnischer Hilfsmittel war daher eine wertvolle Errungenschaft.
Pater Sebastian Englert berichtet von einer solchen Schreibschule:

„Ein alter Mann, der in seiner Jugend am Unterricht teilnahm, erzählte einigen heute [in den 1930er Jahren] noch lebenden Personen davon: Die Disziplin war sehr streng. Die Schüler mussten zuerst die Texte lernen. Sie durften weder sprechen noch spielen, sondern mussten aufpassen, auf den Knien hockend, die Hände vor der Brust zusammengelegt… Nachdem die Schüler gelernt hatten, die Texte zu rezitieren, begannen sie die Zeichen zu kopieren, um sich an das Schreiben zu gewöhnen. Diese Kopierübungen wurden nicht auf Holz gemacht, sondern mit einem Stilus aus einem Vogelknochen auf Bananenblättern. Erst wenn sie ein gewisses Maß an Vollkommenheit erreicht hatten, schrieben die Schüler auf hölzernen Tafeln, vorzugsweise aus Toromiro. Zu diesem Einritzen benutzten sie sehr feine Obsidiansplitter oder scharfe Haifischzähne.“

Obwohl nach den Erzählungen der Rapanui die Sprecher die Schrifttafeln bei ihrem Vortrag in Händen hielten, ist es fraglich, ob sie als Gedächtnisstütze für eingeweihte Rezitatoren dienten, um Gesänge von religiöser Bedeutung fehlerfrei vortragen zu können. Die Vortragenden haben den Wortlaut wahrscheinlich nicht abgelesen, in dem Sinne, den wir mit dem Begriff „lesen“ verbinden. Sie waren langjährig geübte Profis, die, ebenso wie heutige Opernsänger, keine Gedächtnisstütze brauchten. Die geschriebenen Zeichen hatten wohl eher den Zweck, den mündlichen Vortrag zu verstärken und mit mehr Mana zu unterlegen. Zwar war der öffentliche Vortrag ritueller Gesänge in vielen polynesischen Kulturen verbreitet, dieser Entwicklungsschritt ist jedoch nirgendwo sonst vollzogen worden.:392 Zweifellos waren die Tafeln wirkmächtige Kultgegenstände und in höchstem Maße mit Magie behaftet. Dafür spricht eine Anmerkung bei Alfred Métraux, der von einem alten Rapanui erfahren hatte, dass die Rongorongo-Zeichen die Fähigkeit besäßen, Krankheiten auszulösen oder gar den Tod zu bringen.:399

## Konstruktion und Lesart
Die Schrift ist vorwiegend auf hölzernen Tafeln (genannt kohau rongorongo; dt. etwa: Gesänge in Linien oder Zeilen) sowie einem hölzernen Zeremonialstab, zwei Rei-Miro und einem Moai Tangata Manu niedergelegt. Insgesamt sind weltweit nur 25 als authentisch geltende Schriftzeugnisse erhalten. Sie sind über die Museen der ganzen Welt verstreut, keines davon ist auf der Osterinsel verblieben.

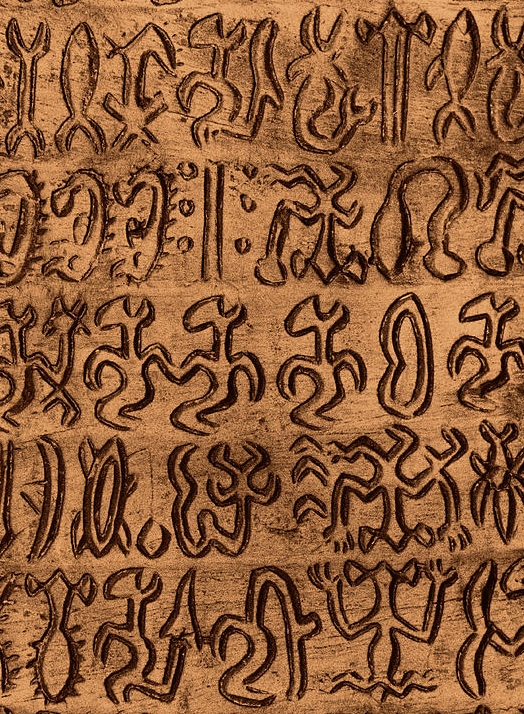
Ausschnitt aus der Kleinen Santiagotafel

Die Schrifttafeln zeigen in Reihen angeordnete Glyphen, die menschliche Figuren, anthropomorphe oder zoomorphe Wesen, Tiere, Pflanzen, Körperteile, grafische Symbole und Gegenstände des täglichen Gebrauches darstellen. Bei den meisten Zeichen sind die Vorbilder in der Natur noch zu erkennen, andere sind bereits weitgehend abstrahiert.
Mittlerweile ist unstrittig, dass es sich um keine Hieroglyphenschrift handelt, in der die Zeichen unmittelbar realen Objekten gegenüberstehen. Sie steht nicht mehr auf der Stufe der Piktographie (Symbol-Bilderschrift), sondern besteht aus Ideogrammen, d. h. aus Schriftzeichen, die einen ganzen Begriff darstellen. Thomas Barthel vertrat die Auffassung, dass Kernbegriffe dargestellt sind, um die mündlichen Überlieferungen auf eine Art Telegrammstil zu reduzieren, eine Form der Gedächtnisstütze (Mnemogramm) für den Rezitator.
Gelesen wird in Zeilen in einer Variation des Bustrophedon von links nach rechts und von unten nach oben. D.h. der Leser beginnt links unten und liest die unterste Zeile von links nach rechts. Dann wird die Tafel um 180 Grad gedreht und die nächsthöhere Zeile gelesen. Die meisten Tafeln sind beidseitig beschrieben und der Text setzt sich ohne Unterbrechung auf der rückwärtigen Seite fort, d. h. die Fortsetzung von der A-Seite beginnt links oben auf der B-Seite.
Die in Binsenmatten eingerollten Tafeln wurden in den Paenga-Häusern aufbewahrt und waren mit einem Tapu behaftet. Sie durften von den gewöhnlichen Stammesangehörigen nicht berührt werden, man präsentierte sie öffentlich nur anlässlich besonderer Gelegenheiten, Feste und Riten. Bei Kriegszügen waren sie besonders begehrte Beutestücke. Das Lesen der Tafeln war den tangata rongorongo vorbehalten, Schriftgelehrten, die sich aus den Familien der Häuptlinge und Adeligen rekrutierten. Mit dem Zusammenbruch der Kultur gegen Ende des 17. Jahrhunderts schien auch das Interesse an der Schriftkunde zu erlöschen. Der letzte große Schriftgelehrte war der Ariki Ngaara des mächtigen Miru-Clans, der im Besitz von einigen hundert Tafeln gewesen sein soll. Die letzten Schriftkundigen überlebten die von Europäern eingeschleppten Infektionskrankheiten und die Entführung zahlreicher Insulaner Mitte des 19. Jahrhunderts als Kontraktarbeiter nach Peru und Chile offenbar nicht.

## Die Zeichen

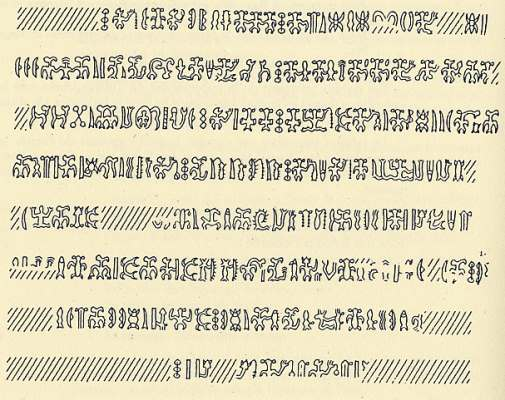
Barthels Nachzeichnung von Exemplar G (Rückseite)

Das gesamte überlieferte Schrifttum umfasst lediglich rund 14.000 Zeichen. Die Schrift besteht aus insgesamt 600 Symbolen, die sich jedoch auf 120 Grundbestandteile reduzieren lassen, die als Bauelemente Verwendung finden. Thomas Barthel hat diese Zeichen erfasst, katalogisiert, in Gruppen eingeteilt und eine statistische Auswertung vorgenommen. Seine Gruppierung und Kodierung mit dreistelligen Zahlen ist im Prinzip heute noch gültig, obwohl andere inzwischen Verfeinerungen und Ergänzungen dieses Systems vorgenommen haben.
Barthels System:
| Kennziffer:40–41 | Formen                                                                       |
| ---------------- | ---------------------------------------------------------------------------- |
| Zeichen 001–099  | grafische Symbole, Pflanzen, Objekte der Natur                               |
| Zeichen 100–199  | seltene geometrische Formen und Personifizierungen                           |
| Zeichen 200–299  | anthropomorphe Figuren, Kopf in Vorderansicht                                |
| Zeichen 300–399  | anthropomorphe Figuren, Kopf in Seitenansicht                                |
| Zeichen 400–499  | Kopf in Seitenansicht auf diversen Körperformen und Gestalten mit Pantomimik |
| Zeichen 500–599  | besondere Kopfformen                                                         |
| Zeichen 600–699  | Vogel-Gestalten                                                              |
| Zeichen 700–799  | sonstige Tierformen                                                          |

Innerhalb der Kennziffern 200–299 und 300–399 werden die Menschengestalten in Untergruppen, je nach Körperhaltung unterteilt, sie werden durch die Ziffern 1 bis 7 in den Zehnerstellen dargestellt. Die jeweilige Handform ist in der Einerstelle dargestellt. Nach diesem System lässt sich jedes Zeichen der Rongorongo-Schrift als dreistellige Zahl bezeichnen, was eine statistische Auswertung, zum Beispiel mit einem Computerprogramm, wesentlich erleichtert.
| glyph 1 | glyph 2  | glyph 3  | glyph 4   | glyph 5   | glyph 6   | glyph 7   | glyph 8   | glyph 9   | glyph 10  | glyph 14  | glyph 15  | glyph 16  |
| 001 | 002      | 003      | 004       | 005       | 006       | 007       | 008       | 009       | 010       | 014       | 015       | 016       |
| glyph 22 | glyph 25 | glyph 27 | glyph 28  | glyph 34  | glyph 38  | glyph 41  | glyph 44  | glyph 46  | glyph 47  | glyph 50  | glyph 52  | glyph 53  |
| 022 | 025      | 027      | 028       | 034       | 038       | 041       | 044       | 046       | 047       | 050       | 052       | 053       |
| glyph 59 | glyph 60 | glyph 61 | glyph 62  | glyph 63  | glyph 66  | glyph 67  | glyph 69  | glyph 70  | glyph 71  | glyph 74  | glyph 76  | glyph 901 |
| 059 | 060      | 061      | 062       | 063       | 066       | 067       | 069       | 070       | 071       | 074       | 076       | 901       |
| glyph 91 | glyph 95 | glyph 99 | glyph 200 | glyph 240 | glyph 280 | glyph 380 | glyph 400 | glyph 530 | glyph 660 | glyph 700 | glyph 720 | glyph 730 |
| 091 | 095      | 099      | 200       | 240       | 280       | 380       | 400       | 530       | 660       | 700       | 720       | 730       |
| Einige Beispiele des von Thomas Barthel konzipierten und später ergänzten und erweiterten Systems der Klassifizierung mit dreistelligen Zahlen. |          |          |           |           |           |           |           |           |           |           |           |           |

Die Zeichen kommen unterschiedlich häufig vor. Die „geometrischen“ Zeichen (die sich aber möglicherweise auf Vorbilder in der Natur zurückführen lassen) haben laut Barthel mit 65 % den höchsten Anteil. Sehr häufig ist auch der Vogelmann in verschiedenen Variationen.

## Material und Verarbeitung

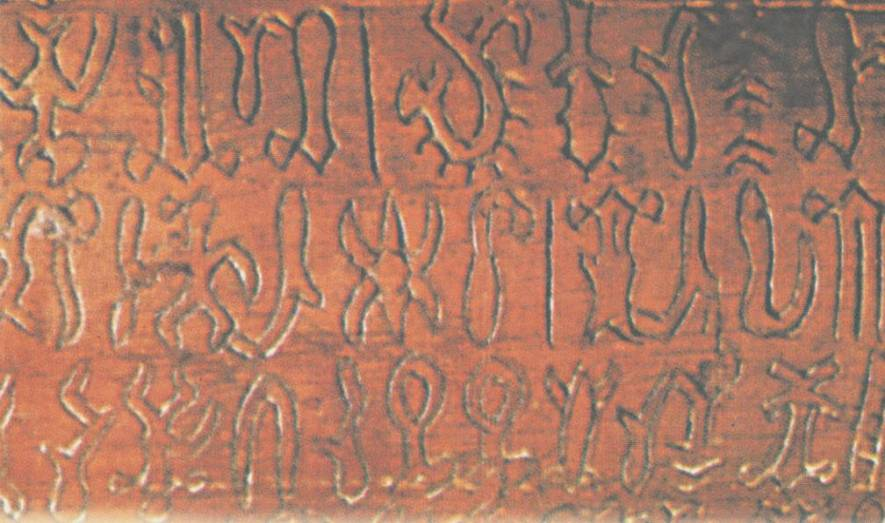
Vergrößerung aus dem Santigostab zeigt die Verarbeitung

Obwohl einzelne Symbole auch als Petroglyphen dargestellt sind, z. B. in der Höhle Ana O Keke, der sogenannten „Jungfrauenhöhle“, sind Schriftzeugnisse überwiegend auf hölzernen Tafeln niedergelegt. Sie bestehen aus unterschiedlichen Holzarten. Eine elektronenmikroskopische Untersuchung erbrachte den Nachweis, dass sieben Tafeln sowie das beschriftete Rei-Miro (Exemplar L oder RR21) aus dem Holz des Portiabaumes (Thespesia populnea), polynesisch miro, rapanui mako’i, gefertigt wurden. Der Miro war in Polynesien ein Baum von besonderer ritueller Bedeutung. Auf den Gambierinseln und den Gesellschaftsinseln wurde er in den heiligen Bezirken der Zeremonialplattformen angepflanzt und das Holz zur Herstellung von Götterbildnissen (toro) und von Pfählen zur Präsentation der Opfergaben benutzt. Es wird vermutet, dass die Pflanze mit den ersten Siedlern zur Osterinsel gelangt ist und dort kultiviert wurde.
Weitere Tafeln sind aus dem Holz des Toromiro gefertigt, einem auf der Osterinsel endemischen Baum oder Strauch, der inzwischen in der freien Natur ausgestorben ist. In einigen Fällen wurde auch Schwemmholz von nicht auf der Osterinsel heimischen Bäumen verarbeitet.
Untersuchungen an drei Rongorongo-Tafeln (Tahua, Aruku Kurenga und Mamari) zeigten deutliche Spuren einer zweistufigen Gravur, indem die durchschnittlich 1 cm hohen Zeichen mit Obsidiansplittern in feinen Haarlinien „vorgezeichnet“  und die Konturen anschließend mit einem Haifischzahn nachgearbeitet und vertieft wurden. Die außergewöhnliche Qualität der Schnitzerei der drei untersuchten Rongorongo-Artefakte beweist das hohe Niveau der professionellen Kunsthandwerker.

## Versuche der Entzifferung
Den ersten Versuch einer Entzifferung machten die Missionare, die in der zweiten Hälfte des 19. Jahrhunderts auf der Osterinsel tätig waren. Sie versuchten einzelne Tafeln mit Genealogien in Verbindung zu bringen, die ihnen von den Insulanern genannt wurden. Sie erkannten immerhin, dass jedes Zeichen einen eigenen Namen hatte.
Den ersten ernsthaften Versuch unternahm der Bischof von Tahiti, Florentin Etienne „Tepano“ Jaussen, in den 1860er Jahren. Er kannte einen auf Tahiti lebenden Plantagenarbeiter von der Osterinsel mit Namen Metoro-touara, der behauptete, die Schrift lesen zu können. Obwohl Metoro zeigte, wie das Bustrophedon-System funktionierte, er also mit dem System vertraut zu sein schien, waren seine Transkriptionen vergleichbar „mit einem Schuljungen, der ein Universitätslehrbuch erklären will.“ Eine Übersetzung lautete beispielsweise: Er ist durchlöchert. Er ist der König. Der Mann schläft gegen die blühende Frucht.
Bei mehreren Versuchen an derselben Tafel rezitierte er jeweils unterschiedliche Texte.
Der Amerikaner William Thomson führte bei seinem Besuch auf der Osterinsel im Jahr 1886 Fotos von verschiedenen Tafeln mit sich, die er einem alten Mann mit Namen Ure Vaeiko vorlegte. Dessen „Lesungen“ wurden von dem Verwalter der Schaffarm auf der Insel, Alexander Salmon, ins Englische übertragen. Thomson selbst bezeichnete sie als fehlerhaft, die moderne Forschung stuft sie als kaum brauchbar ein.
Ernsthafte wissenschaftliche Versuche zur Entzifferung gab es erst im 20. Jahrhundert. In den 1930er und 40er Jahren beschäftigte sich der Ethnologe Alfred Métraux mit der Osterinselschrift. Er kam zu der Erkenntnis, dass die Symbole lediglich mnemotechnische und keine phonetische Funktion hatten, es somit nicht möglich sein werde, sie Wort für Wort zu lesen und zu übersetzen.
Der russische Ethnograph Kudrjawzew konnte 1943 erstmals Textparallelen auf verschiedenen Tafeln nachweisen. Die Ethnologen Nikolai Butinov und Juri Knorosov äußerten 1956 die Vermutung, die Kleine Santiagotafel (Exemplar G oder RR8) enthalte Genealogien, in denen Herrscher oder deren Vorfahren mit dem Titel, dem Namen, dem Vaternamen und einem Suffix verzeichnet seien.
Das grundlegende Werk zur Entzifferung der Osterinselschrift des deutschen Ethnologen Thomas Barthel listete 1958 erstmals alle bekannten beschrifteten Objekte systematisch auf. Es enthält eine grafische Aufbereitung der Texte, klassifiziert und katalogisiert die Schriftzeichen und enthält Ansätze zur Deutung.
Der französische Ozeanist Jean Guiart nahm den Gedanken von Butinov und Knorosov auf und deutete den Inhalt der Schrifttafeln als Genealogien von Herrschenden, d. h. einer Folge von Personennamen und mit diesen Personen verbundenen Orten als Position innerhalb einer Ahnenreihe. Der Zweck sei es, eigene Machtambitionen herzuleiten und territoriale Ansprüche zu rechtfertigen.
Barthel hatte 1958 bereits die Vermutung geäußert, dass die Tafel Mamari (Exemplar C oder RR2) einen Mondkalender enthalte, da die Zeilen 6 bis 9 der Vorderseite auffallend viele astronomische Zeichen und Mondsymbole zeigen. Der Franzose Jacques Guy bestätigte dies in einem Vergleich der Symbole mit astronomischen Daten und Erkenntnissen, die Thomson 1886 auf der Osterinsel gewonnen hatte. Er gelangte zu dem Schluss, dass die Tafel zwar keinen Kalender im eigentlichen Sinne darstellt, jedoch nachvollziehbare astronomische Angaben enthält, die mit Mythen verknüpft sind.
1995 publizierte der Amerikaner Steven Fischer die Überlegung, die Zeichen des Santiago-Stabes (Exemplar I oder RR10) gäben einen mündlich tradierten Text wieder, der „Atua mata riri“ genannt wird, eine Rezitation, die Thomson 1886 nach mündlicher Wiedergabe eines Insulaners aufgezeichnet hatte. Der Gesang ist ein Schöpfungsmythos, der den Ursprung verschiedener Pflanzen, Tiere und Gegenstände erklärt. Die Verse sind von standardisierter, sich ständig wiederholender Form, in der Art, dass X (eine Gottheit oder mythischer Vorfahr) mit Y kopuliert und daraus Z entsteht. Fischer hatte erkannt, dass der Santiagostab als einziges Schriftzeugnis der Osterinsel Zeichengruppen enthält, die jeweils durch eine senkrechte Linie zusammengefasst und von anderen Gruppen abgetrennt sind. Dabei handelt es sich immer um drei Zeichen oder um ein Vielfaches der Zahl Drei. Jede dieser Gruppen enthält ein Zeichen, das er als Phallussymbol identifiziert haben will. Stimmt Fischers Theorie, so sind wir zwar in der Lage, den Inhalt eines Schriftzeugnisses zu deuten, von der Möglichkeit, die Osterinselschrift in Form vollständiger Sätze mit allen grammatikalischen Partikeln lesen zu können, sind wir aber noch weit entfernt (sofern das überhaupt je möglich sein wird).
Bisher nur wenig beachtet wurden die Untersuchungen von russischen Wissenschaftlern, die die in der damaligen Sowjetunion verwahrten beiden St.-Petersburg-Tafeln untersucht haben, die der Ethnologe Nikolai Nikolajewitsch Miklucho-Maklai 1871 von Bischof Jaussen erhalten hatte. Zu nennen sind hier der Ethnologe A. Piotrowski, Sergei V. Ryabchikov und der Linguist Konstantin Pozdniakov von der Universität St. Petersburg.
Bei allen „Übersetzungen“  ist Vorsicht geboten, solange wir die Ikonografie der Rapanui nicht vollständig erfassen. Die Zeichen und Zeichenkombinationen können, neben ihrer bildlichen Darstellung, auch eine übertragene Bedeutung haben. Das Rapanui hat, wie viele polynesische Sprachen, einen hohen Prozentsatz von Homonymen. So steht zum Beispiel das Wort ika sowohl für Fisch, als auch für das Menschenopfer. Wenn daher Zeichen 700 , das Abbild eines Fisches, in einem Rongorongo-Text auftaucht, könnte das als Fisch, aber auch als Menschenopfer gedeutet werden. Der zugehörige Textabschnitt könnte sowohl Riten um den Fischfang, als auch eine Opferzeremonie beinhalten. Ebenso problematisch ist die Deutung der Schriften als astronomische Texte. Wir wissen nicht, ob die Rapanui Zeichen, die nach unserer Symbolik astronomische Sinnbilder sind, ebenfalls als Himmelskörper ansahen. Zeichen 008  würden wir als (Himmels-)Stern oder Sonne deuten, vielleicht ist aber ein völlig anderes Objekt dargestellt, etwa ein Seestern, was dem gesamten Text eine gänzlich andere Bedeutung geben würde.

## Alter der Tafeln
Das Alter der Tafeln ist bisher kaum zu bestimmen, da Daten über ihre Herstellung völlig fehlen. Bekannt ist lediglich der Zeitpunkt, zu dem sie in europäische Hände gelangt sind. Das ist frühestens in der zweiten Hälfte des 19. Jahrhunderts gewesen. In den Berichten der frühen Entdecker Roggeveen, La Pérouse, James Cook u. a. gibt es keinen Hinweis auf irgendwelche Schriftzeugnisse.
Aus dieser Tatsache schlossen einige Wissenschaftler, die Rongorongo-Schrift sei eine bloße Nachahmung der europäischen Schrift, mit der die Insulaner beim Besuch der Spanier 1770 in Berührung kamen. Die Spanier hatten ein schriftliches Dokument aufgesetzt, in dem die Ariki die spanische Oberhoheit anerkennen sollten. Die Häuptlinge unterschrieben es mit Zeichen, die eine vage Ähnlichkeit mit der Rongorongo-Schrift hatten. Insbesondere der Anthropologe Kenneth P. Emory vom Bernice P. Bishop Museum in Honolulu vertrat diese Ansicht und glaubte, die Glyphen seien mit Metallwerkzeugen europäischen Ursprunges eingraviert worden. Für ein Objekt, die Honolulutafel III (Exemplar V oder RR 13), trifft das wahrscheinlich auch zu. Wäre Emorys These allerdings zutreffend, müsste sich das Schriftsystem in einer Zeitspanne von weniger als einem Jahrhundert entwickelt und verbreitet haben sowie gänzlich in Vergessenheit geraten sein, sodass es niemand mehr entziffern konnte, eine für einen solch kurzen Zeitraum sehr unwahrscheinliche Entwicklung. Außerdem liefert Emory keine schlüssige Erklärung für den Gebrauch der Bustrophedon-Lesart, die nur in einigen wenigen antiken und in keiner modernen Schrift Anwendung findet.
Rückschlüsse auf das Alter der Schrift lässt die Verwendung von Symbolen zu, die möglicherweise Pflanzen darstellen, die es nicht oder nicht mehr auf der Osterinsel gibt. Zeichen 067  zum Beispiel ist wahrscheinlich die stark stilisierte Abbildung einer auf der Osterinsel endemischen Palme der Gattung Jubaea, die bereits bei Ankunft der ersten Europäer ausgestorben war. Zeichen 034  zeigt vermutlich den Brotfruchtbaum, eine Pflanze, die niemals auf der Osterinsel heimisch war.:235 Sollte dies zutreffen, kann die Kenntnis davon nur von den ersten Siedlern stammen und muss von Generation zu Generation weitergegeben worden sein.
Bisher gibt es kaum Radiokohlenstoffdatierungen beschrifteter Objekte von der Osterinsel. Die Analyse ist schwierig und die Ergebnisse sind problematisch, denn die Objekte gingen bereits durch viele Hände und können kontaminiert sein. So bleiben die gewonnenen Daten oft widersprüchlich. Die erste Datierung stammt von der französischen Botanikerin Catherine Orliac. Sie untersuchte 2003 einen winzigen Span (20 Milligramm) von der äußeren Schicht der Kleinen Petersburg-Tafel und kam auf ein Alter von 80 Jahren ± 40 Jahren. Allerdings wurde die Tafel bereits 1871 von Miklucho-Maklai gesammelt. Orliac räumt selbst ein, dass die Datierung problematisch sei.:118–119 Ein Team um die Archäologin Silvia Ferrara von der Universität Bologna hat vier Tafeln datiert. Die Ergebnisse sind widersprüchlich, Die Analyse für die Tafel Tahua zum Beispiel ergibt mit der höchsten Wahrscheinlichkeit eine Entstehungszeit zwischen 1934 und 1977, zu diesem Zeitpunkt befand sich das Exemplar aber bereits in einem Museum. Eine weitere Datierung hat der polnische Forscher Rafał M. Wieczorek im Jahr 2020 an der Berlintafel (O oder RR 22) vornehmen lassen. Danach ist das Objekt zwischen 1810 und 1870 entstanden. Die Ergebnisse sind nicht schlüssig, denn es ist (allerdings mit geringerer Wahrscheinlichkeit) möglich, dass die Tafel bereits aus dem frühen 18. Jahrhundert stammt.

## Mögliche Vorläufer und Parallelen
Die Osterinsel befindet sich im äußersten Osten des Polynesischen Dreiecks und wurde als eine der letzten Inseln besiedelt. Wegen der abgeschiedenen Lage hat sich die Kultur wahrscheinlich isoliert entwickelt, d. h. ein Austausch mit anderen Kulturen hat nicht stattgefunden. Es ist daher umso erstaunlicher, dass ausgerechnet auf dieser kleinen, ressourcenarmen Insel die einzige Schrift im gesamten Südpazifik entstanden ist. Dieser Entwicklungsschritt erfolgte allerdings nicht als rezente Schöpfung im „leeren Raum“, sondern steht in Zusammenhang mit Zeichensystemen des polynesischen Kulturkreises.
Fast alle Kulturen Ozeaniens kannten Zeichensysteme, die als Tätowierungen, Petroglyphen, Schnitzereien, Felsmalereien oder auf Tapa-Rindenbaststoffen niedergelegt wurden. In vielen Bereichen der Südsee gab es Bilderschriften in der Art, dass reale Objekte abgebildet wurden, um Ereignisse zu dokumentieren. Solche piktografischen „Schriften“ sind zum Beispiel auf Palau, in einigen Regionen Neuguineas und auf den Karolinen nachgewiesen. Die Ureinwohner Australiens ritzten Zeichnungen oder Ornamente in polierte Holz- oder Steintafeln (Tjurunga), die anschließend mit einer Fett-Ocker-Paste eingefärbt wurden. Dabei hatte jedes Muster eine spezielle Bedeutung. Bei der Rezitation der Gesänge wurden diese Zeichen mit dem Finger nachgezeichnet, dies hatte zum einen rituelle Bedeutung, zur Verstärkung der Magie, diente aber auch als Gedächtnisstütze.
Auf den Marquesas-Inseln gab es Knotenschnüre (mata) als mnemotechnische Hilfsmittel zur Rezitation von Gesängen und Genealogien. Die Māori Neuseelands hatten eingekerbte Bretter oder Stäbe (rakau whakapapa) als Gedächtnisstütze zur Aufzählung von Herrschergenealogien.
Der Sage nach ist die Schrift keine ureigene Entwicklung der Osterinsel, sondern Hotu Matua, der mythische Urahn der Rapanui, hat angeblich 67 Schrifttafeln aus der alten Heimat „Hiva“ mitgebracht.
Der ungarische Elektroingenieur und Amateur-Linguist Vilmos Hevesy (auch  Wilhelm von Hevesy oder Guillaume de Hevesy) hielt 1933 vor der Französischen Prähistorischen Gesellschaft in Paris (Société préhistorique française) einen Vortrag, in dem er die Zeichen auf Siegeln aus Mohenjo-Daro mit Glyphen der Rongorongo-Schrift verglich. Er kam zu dem Schluss, dass die Zeichen der Indus-Kultur und der Osterinselschrift denselben Ursprung haben („L'écriture de l'Ile de Pâques et celle de son antipode, la vallée de l'Indue, appartiennent à la même souche“).:439 Der indische Historiker N. M. Billimoria griff diese These auf und behauptete, der Schrifttransfer sei durch Handelsfahrten der Panis oder Vaniks, Sagengestalten, die im Rigveda erwähnt werden, zustande gekommen. Bei einigen grundlegenden Schriftzeichen mit natürlichen Vorbildern (z. B.: Fisch, Andreaskreuz, Vulva, Halbmond) bestehen zweifelsohne Ähnlichkeiten, bei zahlreichen anderen Zeichen sind jedoch keinerlei Parallelen zu erkennen. Zwischen dem Ende der Indus-Kultur, um etwa 1.800 v. Chr., und der Besiedlung der Osterinsel, frühestens 400 n. Chr., liegen rund 2.000 Jahre. Außerdem gibt es für Handelsfahrten der Indus-Kulturen über derart ausgedehnte Seewege, immerhin fast 20.000 km, keinen archäologischen Beweis. Die Theorie wurde von einigen anderen Linguisten und Ethnologen aufgegriffen und war unter Diffusionisten in der ersten Hälfte des 20. Jahrhunderts sehr populär, wird aber heute nicht weiter verfolgt.

## Corpus Inscriptionum Paschalis Insulae
Der heutige Gesamtbestand der Schriften der Osterinsel (Corpus Inscriptionum Paschalis Insulae) umfasst sicher nur einen Bruchteil dessen, was es an Schriftzeugnissen vor der Ankunft der Missionare gab. Pater Eugène Eyraud, der erste Missionar, der 1864 die Osterinsel erreichte, spricht in einem Brief an seine Ordensoberen davon, dass es in „allen Häusern“ (damit sind vermutlich die Paenga-Häuser der Elite gemeint) Schrifttafeln gab:

„In all ihren Häusern findet man hölzerne Täfelchen oder Stäbe, die mit vielerlei hieroglyphischen Zeichen bedeckt sind. Es handelt sich um Figuren von Tieren, die es auf der Insel gar nicht gibt. Die Eingeborenen ritzen sie mit Hilfe scharfer Steine ein. Jede Figur hat einen eigenen Namen, aber angesichts des geringen Aufhebens, das man von den Täfelchen macht, bin ich geneigt anzunehmen, dass diese Zeichen – der Rest einer primitiven Schrift – für die Heutigen nur einen Brauch darstellen, den man bewahrt, ohne nach seinem Sinn zu fragen. Die Eingeborenen können weder lesen noch schreiben …“

Katherine Routledge behauptet, dass die Tafeln von den Missionaren systematisch aufgespürt, eingesammelt und als „teuflisches Machwerk“ größtenteils verbrannt wurden.  Das scheint wenig wahrscheinlich, denn einer der eifrigsten Sammler und Bewahrer war der Bischof von Tahiti, Florentin Etienne „Tepano“ Jaussen. Wahrscheinlicher ist, dass die Tafeln mit der Einführung des Christentums ihre Bedeutung verloren und als profane Gegenstände anderweitig verwendet wurden, zum Beispiel beim Bau von Booten (→ siehe Exemplar S oder RR16). Heute sind nur 25 als authentisch geltende Schriftzeugnisse der Osterinsel verblieben:

### Exemplar A oder RR1 (Tahua)
Es handelt sich um eine der Tafeln, die im Besitz von Bischof Jaussen waren. Sie wurde 1868 von Pater Hippolyte Roussel auf der Osterinsel eingesammelt, der sie nach Tahiti sandte. Nach dem Tod von Bischof Jaussen kam die Tafel in das Mutterhaus der Congregazione dei Sacri Cuori in Braine-le-Comte, Belgien. Sie wird heute im Archiv des Ordens in der Via Rivarone in Rom aufbewahrt.
Das Material stammt nicht von der Osterinsel, sondern ist Teil eines Ruderblattes europäischer Herkunft aus Eschenholz (Fraxinus excelsior), wahrscheinlich Schwemmholz. Die gut erhaltene Tafel ist doppelseitig beschrieben mit 8 Zeilen auf jeder Seite, insgesamt 1825 Schriftzeichen.
Breite: 91,4 cm, Höhe: 11,5 cm.

### Exemplar B oder RR4 (Aruku, ältere Bezeichnung: Aroukouru-Kurenga)
Die Tafel ist, wie aus den Aufzeichnungen von Bischof Jaussen ersichtlich, angeblich nach ihrem Schnitzer „Aroukouru Kourenga“ benannt, der während der Überfälle der peruanischen Sklavenhändler (1862–1863) ums Leben gekommen sein soll. Sie wurde von Pater Hippolyte Roussell an Bischof Jaussen nach Tahiti gesandt. Das gut erhaltene Exemplar gehörte ebenfalls zum Bestand des Ordenshauses in Braine-le-Comte und wurde erstmals anlässlich der Pariser Weltausstellung 1900 öffentlich gezeigt. Seit 1958 wird es in Rom aufbewahrt.
Die Tafel besteht aus dem Holz des Portiabaumes (Thespesia populnea). Sie ist doppelseitig beschrieben mit 10 Zeilen auf Seite A und 12 Zeilen auf Seite B, insgesamt 1290 Schriftzeichen.
Breite: 41,0 cm, Höhe: 15,2 cm.

### Exemplar C oder RR2 (Mamari)
Auch diese Tafel soll den Namen ihres Schnitzers tragen. Sie wird mit einer Legende in Verbindung gebracht, nach der sie zu dem Bestand von 67 Tafeln gehören soll, die Hotu Matua auf die Insel brachte. Sie soll sich im Besitz des berühmten Ariki Ngaara des mächtigen Miru-Clans befunden haben, wurde ihm aber gestohlen und an die Missionare verkauft.
:249 Das Exemplar, das zu den am besten erhaltenen gehört, befand sich von 1868 bis 1892 im Besitz von Bischof Jaussen, kam dann nach Braine-le-Comte und wird heute in Rom aufbewahrt.
Die Tafel besteht aus dem Holz des Portiabaumes (Thespesia populnea). Sie ist doppelseitig beschrieben mit 14 Zeilen auf jeder Seite, insgesamt 1000 Schriftzeichen.
Breite: 29,0 cm, Höhe: 19,5 cm.
Bereits Barthel vermutete einen Mondkalender, da die Zeilen 6 bis 9 von Seite A auffallend viele astronomische Zeichen und Mondsymbole zeigen. Diese Ansicht wird inzwischen weitgehend auch von anderen Forschern geteilt.

### Exemplar D oder RR3 (Echancrée)
Exemplar D wird allgemein wegen des schlechten Erhaltungszustandes als „Tablette échancrée“ (vom französischen échancrer = ausschneiden) bezeichnet. Die Tafel ist nur noch ein Fragment, das auf Seite A 6 und auf Seite B 7 Zeilen mit insgesamt ca. 270 Zeichen umfasst, von denen jedoch nur 182 vollständig zu erkennen sind. Sie wurde 1868 von Pater Zumbohm nach Tahiti gebracht und Bischof Jaussen übergeben. Es war die erste Rongorongo-Tafel, die in europäische Hände gelangte. Sehr ungewöhnlich ist, dass das Stück einst mit einer 16 m langen Schnur aus Menschenhaar dicht umwickelt war, vermutlich einer Angelschnur, die tiefe Kerben hinterlassen hat. Auch dieses Stück ist heute im Besitz der Congregazione dei SS Cuori in Rom, wurde aber an das Musée de Tahiti et des Îles auf Tahiti ausgeliehen (Stand 2011).
Nach Barthel stammt das Holz von der Steineibe (Podocarpus latifolius). Wie das Holz des in Südafrika heimischen Baumes auf die Osterinsel gelangt ist, ist unbekannt, Fischer vermutet, als Stück einer Bootsplanke von einem europäischen Schiff.
Breite: 30,0 cm, Höhe: 15,0 cm.

### Exemplar E oder RR6 (Keiti)
Der Name „Keiti“ für dieses Exemplar soll den Namen des Schnitzers wiedergeben. Auch diese Tafel kam von Pater Roussell in den Besitz von Bischof Jaussen. 1888 gelangte sie dann nach Paris, befand sich ab 1889 in Braine-le-Comte und wurde 1894 der Universitätsbibliothek im belgischen Löwen übergeben. Bei der Zerstörung der Stadt und der Universität im Ersten Weltkrieg durch deutsche Truppen verbrannte 1914 das Original. Heute sind nur noch Fotos, Abreibungen und Abgüsse erhalten.
Die Holzart ist unbekannt. Die Tafel war beidseitig beschrieben, mit 9 Zeilen auf der A-Seite und 8 Zeilen auf Seite B, 880 Schriftzeichen insgesamt.
Breite: 39,0 cm, Höhe: 13,0 cm (ungefähre Maße).

### Exemplar F oder RR7 (Chauvet-Fragment)

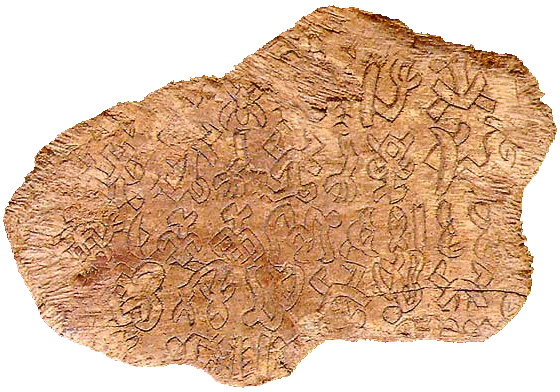
Exemplar F oder RR7 (Chauvet-Fragment, A-Seite)

Das sehr schlecht erhaltene, erheblich verwitterte Exemplar ist das Bruchstück einer größeren Tafel und war höchstwahrscheinlich in einer versteckten Höhle aufbewahrt worden. Es war, wie aus einem aufgeklebten, handgeschriebenen Zettel von 1892 ersichtlich ist, ursprünglich im Besitz von Bischof Jaussen und gelangte nach seinem Tod zu den Picpus-Patres nach Paris. Mit einigen anderen Stücken wurde die Tafel wahrscheinlich 1932 dem französischen Ethnologen Stéphen-Chauvet (eigentlich: Stéphen-Charles Chauvet) übereignet. Er ließ von einem japanischen Holzschnitzer eine verglaste Schatulle anfertigen, um das Bruchstück zu sichern. Heute befindet es sich in Privatbesitz.
Die Tafel ist beidseitig beschrieben und umfasst mindestens 50 Zeichen, 35 Zeichen auf der A-Seite und mindestens 15 Zeichen auf der B-Seite. Die handwerkliche Ausführung der Glyphen ist im Vergleich zu anderen Rongorongo-Tafeln eher ungelenk. Ein Teil der Zeichen auf der B-Seite ist stark verwittert und durch den erwähnten Papieraufkleber verdeckt. Das Material wurde bisher noch nicht untersucht.
Breite: 11,5 cm, Höhe: 8,0 cm.

### Exemplar G oder RR8 (Kleine Santiagotafel)

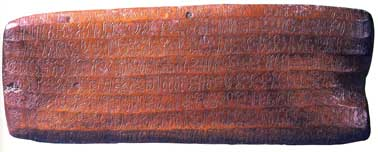
Exemplar G oder RR8 (Kleine Santiagotafel)

Missionare fanden die Tafel 1868 in einem Haus der Kultstätte Orongo (einem „Priester-Haus“, wie sie schreiben). 1870 gelangte sie mit der chilenischen Korvette O'Higgins nach Santiago de Chile und wird seither im Museo Nacional de Historia Natural aufbewahrt.
Das ausgezeichnet erhaltene Exemplar ist mit je 8 Zeilen beidseitig beschrieben, 720 Zeichen insgesamt.
Breite: 32 cm, Höhe: 12,1 cm.

### Exemplar H oder RR9 (Große Santiagotafel)
Auch diese Tafel gelangte – zusammen mit Exemplar G – 1870 mit der chilenischen Korvette O'Higgins nach Santiago de Chile und wird seitdem im Museo Nacional de Historia Natural de Chile aufbewahrt. Die Form des Stückes ist leicht gebogen und folgt der natürlichen Krümmung des Ausgangsmaterials, eines Stammabschnitts des Portiabaumes. Die A-Seite ist gut konserviert, Seite B teilweise ausgebrochen und an einer Stelle angebrannt. Offensichtlich wurde sie als Feuerpflug benutzt.

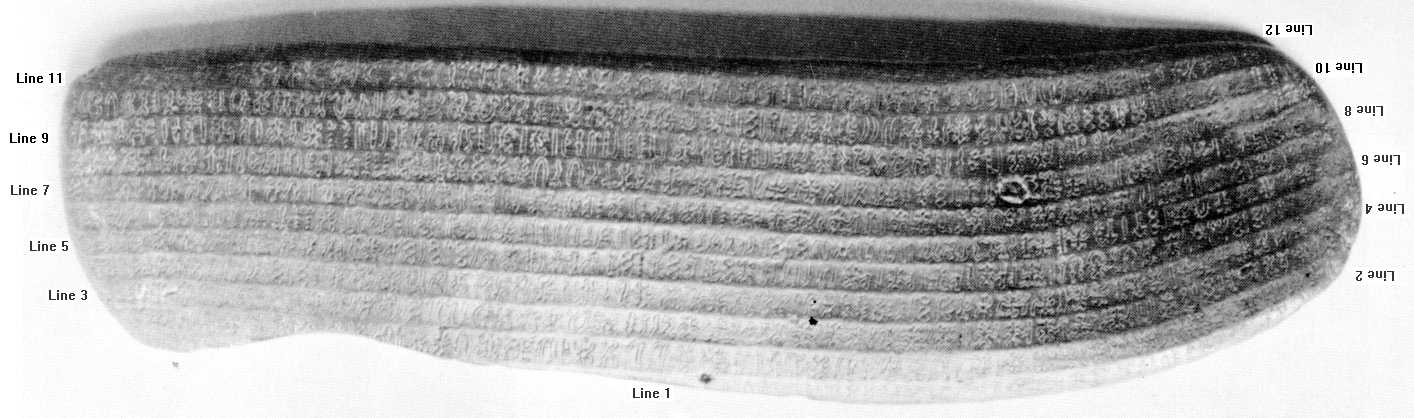
Exemplar H oder RR9 (Große Santiagotafel)

Der Text stimmt in einigen Passagen mit dem der Tafeln P und Q überein, nach Auffassung von Barthel und Fischer handelt es sich um einen „langen Gesangszyklus“.:23 Die Tafel hatte ursprünglich wahrscheinlich 1770 Zeichen, von denen heute noch 1580 zu identifizieren sind. Beschrieben sind beide Seiten mit je 12 Zeilen.
Breite: 44,5 cm, Höhe: 11,6 cm.

### Exemplar I oder RR10 (Santiagostab)

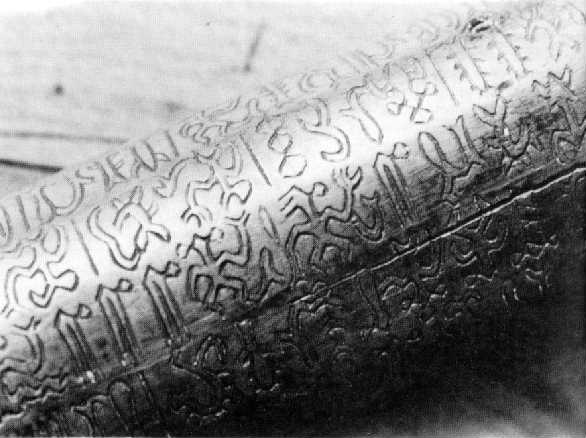
Santiagostab, Ausschnitt

Der Santigostab ist das umfangreichste und wahrscheinlich auch das bedeutendste Schriftzeugnis der Osterinsel. Es handelt sich um einen 125 cm langen Holzstab mit einem Durchmesser zwischen 5,7 und 6,4 cm. Der Stab ist nicht gleichmäßig dick, sondern weitet sich an einem Ende keulenförmig auf. Die Oberfläche des Zylinders ist mit 13 Schriftzeilen bedeckt, am dickeren Ende kommt noch eine unvollständige 14. Zeile hinzu. Die insgesamt 2320 Schriftzeichen sind meisterhaft graviert. Es handelt sich um die schönste erhaltene Arbeit. Im Gegensatz zu allen anderen Schriftzeugnissen sind die Zeichenfolgen in Gruppen zu drei oder einem Vielfachen der Zahl Drei eingeteilt und mit senkrechten Strichen abgetrennt.
Den Stab übergab der Verwalter der Insel, der Franzose Dutroux-Bornier, 1870 Kapitän Gana von der chilenischen Korvette O’Higgins. Er gelangte so nach Santiago und befindet sich heute im Museo Nacional de Historia Natural de Chile.
Wahrscheinlich handelt es sich nicht, wie gelegentlich zu lesen ist, um eine Nahkampfwaffe, sondern um einen Zeremonialstab für eine hochgestellte Persönlichkeit. Das Material stammt nach Steven-Chauvet vom Toromiro.
Der Linguist Konstantin Pozdniakov merkt an, dass einige Textpassagen des Stabes mit denen von Exemplar G (Kleine Santiagotafel) und T (Honolulutafel I) übereinstimmen.

### Exemplar J oder RR20 (Rei-Miro London I)
Das Exemplar J, ein hölzerner Brustschmuck (Rei-Miro), stammt aus der privaten Sammlung ozeanischer Kunst des Marinearztes Dr. Peter Comrie (1832–1882) und gelangte 1870 als Geschenk an das Britische Museum in London. Wer das Pektoral auf der Osterinsel erwarb, ist nicht bekannt, Comrie war selbst nicht auf der Osterinsel. Angeblich hat ein Matrose eines Schiffes das Stück Dr. Comrie angeboten. Infrage käme nur HMS Topaze die vom 1. bis 6. November 1868 vor der Osterinsel lag. Das halbmondförmig gebogene Brett ist 73 cm lang mit einem größten Durchmesser von 13,2 cm. An beiden Enden sind bärtige Köpfe geschnitzt.
In der Mitte des „Halbmondes“, direkt unterhalb der beiden Bohrungen für die Umhängeschnur, befinden sich zwei Glyphen: .
Das letzte der beiden Zeichen könnte ein Ao-Zeremonialpaddel für hohe Würdenträger darstellen.

### Exemplar K oder RR 19 (Londoner Tafel)
Die Herkunft dieses Exemplars ist ungeklärt. Es kam nach den Museumsunterlagen als persönliches Geschenk von F. Godsell 1903 in das Britische Museum, wo es sich heute noch befindet. Godsell hatte die Tafel von seinem Vater geerbt. Woher sie letztlich stammt, ist unbekannt.
Beide Seiten sind mit je drei vollständigen Zeilen und zwei unvollständigen Randzeilen beschrieben, insgesamt ca. 150 Zeichen. Ursprünglich dürften es 290 Schriftelemente gewesen sein.
Die Zeichen sind grober gefertigt als beispielsweise die des Santiago-Stabes. Der Text stimmt mit der Rückseite der Kleinen Santiagotafel (Exemplar G oder RR8) überein, allerdings nicht als exakte Wiedergabe, sondern als eigenständige Paraphrase.:92 Barthel hatte, im Gegensatz zu Métraux, der die Tafel für eine späte Kopie hielt, keine Zweifel an der Echtheit.
Barthel vermutete als Ausgangsmaterial das Holz des Toromiro. Eine moderne mikroskopische Analyse zeigt jedoch, dass sie aus dem Holz des Portiabaumes (Thespesia populnea) besteht, was ebenfalls für die Echtheit spricht, da von den europäischen Besuchern des 18. Jahrhunderts keine Bäume dieser Art und Größenordnung auf der Osterinsel wahrgenommen wurden.:116–117
Breite: 22,0 cm, Höhe: 6,8 cm.

### Exemplar L oder RR 21 (Rei-Miro London II)

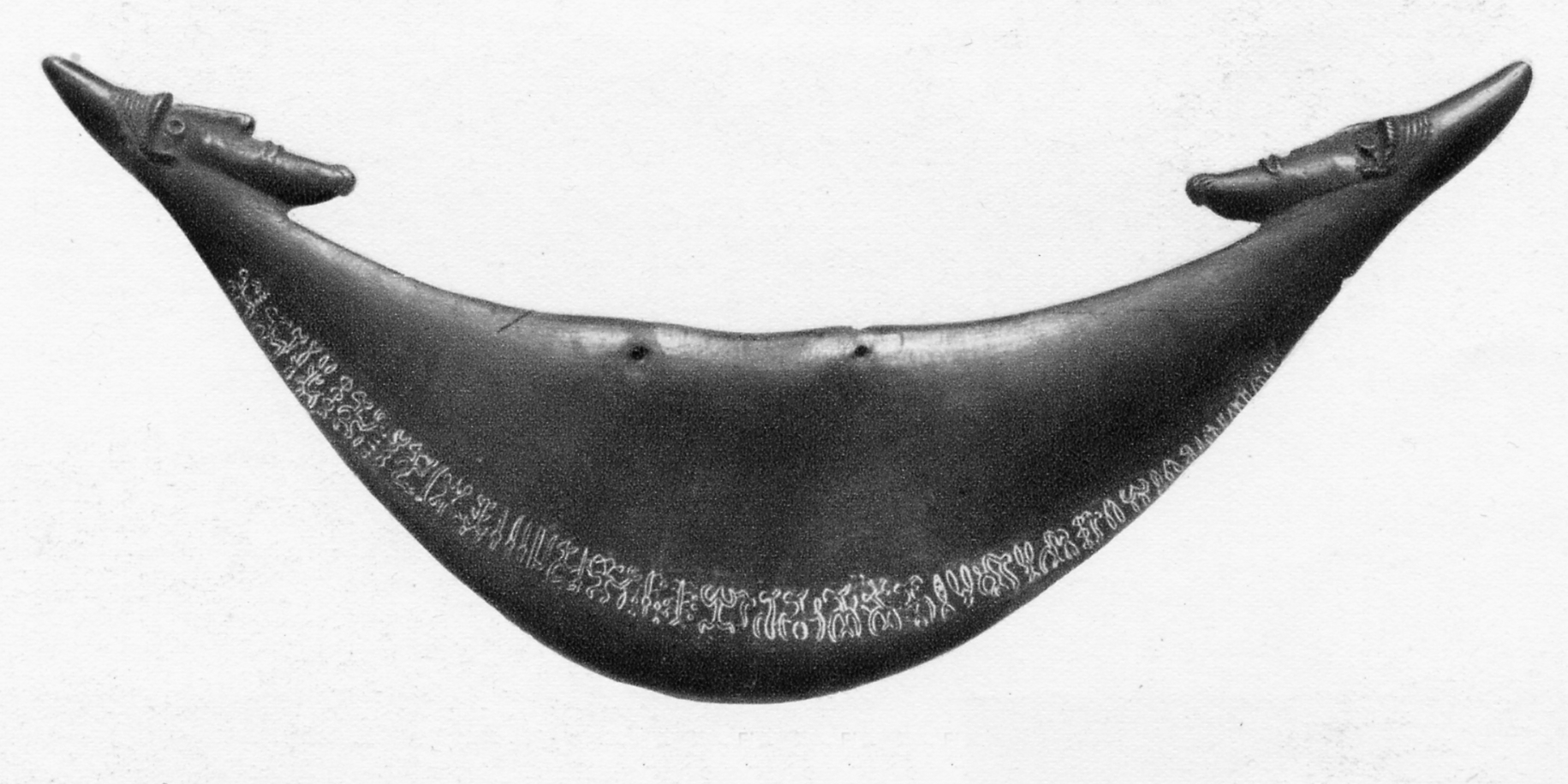
Rei-Miro London II

Dieser Brustschmuck ist mit 41,2 cm Breite und 10,5 cm maximaler Höhe etwas kleiner als Exemplar J, aber in ausgezeichnetem Zustand. Die Herkunft ist unklar. Er stammt aus der Privatsammlung Christy und befindet sich seit 1883 im Britischen Museum.
Am unteren Rand des Pektorales zieht sich ein Schriftband mit 48 Zeichen entlang. Auffallend ist die relative Häufigkeit des Vulva-Motivs. Katherine Routledge zeigt ein Foto von Exemplar L in ihrem Buch und merkt an, es handele sich um einen von Frauen getragenen Brustschmuck.:269, Fig. 115
Das Rei-Miro besteht aus dem Holz des Portiabaumes (Thespesia populnea).

### Exemplar M oder RR24 (Große Wientafel)

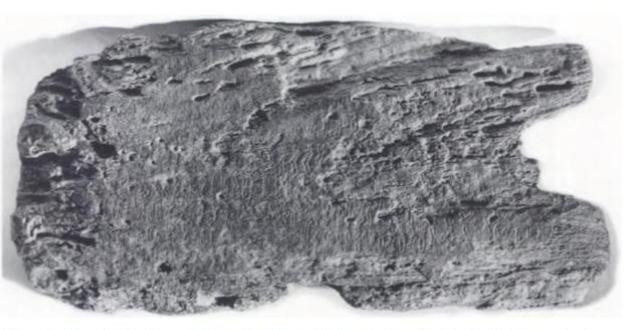
Exemplar M oder RR24 (Große Wientafel)

Der Erwerb der Tafel ist, ebenso wie der Exemplare N und O, auf die Südsee-Expedition des Kanonenbootes Hyäne von 1882 unter Kapitänleutnant Wilhelm Geiseler zurückzuführen. Einer der Befürworter und Unterstützer der Forschungsreise war der Hamburger Kaufmann und Konsul in Valparaíso Heinrich Schlubach. Schlubachs Frau Margaret war eine geborene Brander. Das Unternehmen der schottischen Familie Brander/Salmon war von 1866 bis 1888 Besitzer der Osterinsel und betrieb dort eine Schaffarm. Alexander Salmon, der Verwalter der Farm, übergab die drei in seinem Besitz befindlichen Rongorongo-Tafeln als Geschenk für Schlubach an Kapitän Geiseler. Die Exemplare M und N verkaufte Schlubach später an die Firma Klee & Kocher in Hamburg, die sie dem österreichischen Vize-Konsul Heinrich Freiherr von Westenholz weiterverkaufte. 1886 stiftete Westenholz sie dem Museum für Völkerkunde Wien.
Das stark beschädigte Exemplar aus dem Holz des Portiabaumes (Thespesia populnea) trägt nur noch Überreste von Schriftzeichen. Die Anzahl der erkennbaren Glyphen wird unterschiedlich mit 50 bis 61 Elementen angegeben.
Breite: 28,4 cm, Höhe: 13,7 cm.

### Exemplar N oder RR23 (Kleine Wientafel)

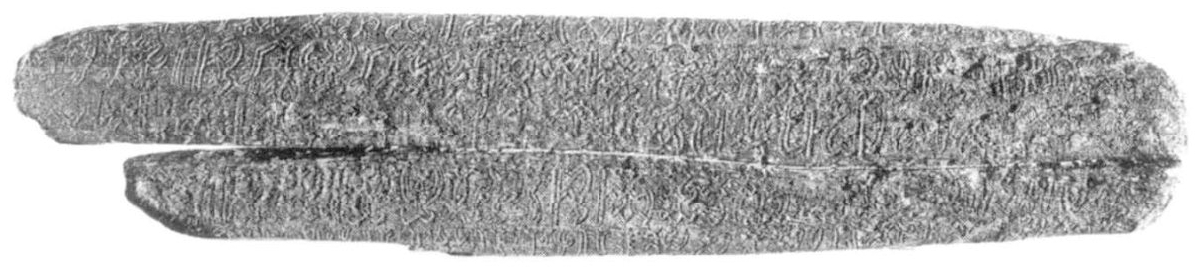
Exemplar N oder RR23 (Kleine Wientafel) Seite A

Die Herkunft entspricht der von Exemplar M, der großen Wientafel. Auch sie wurde 1886 von Westenholz dem Museum für Völkerkunde in Wien gestiftet.
Auch diese Tafel ist beschädigt, stellenweise angebrannt und an einem Ende zersplittert.
Die Anzahl der erkennbaren Schriftzeichen wird unterschiedlich angegeben, zwischen 173 und 230 Elementen. Die Tafel ist zu je 5 Zeilen beidseitig beschrieben.

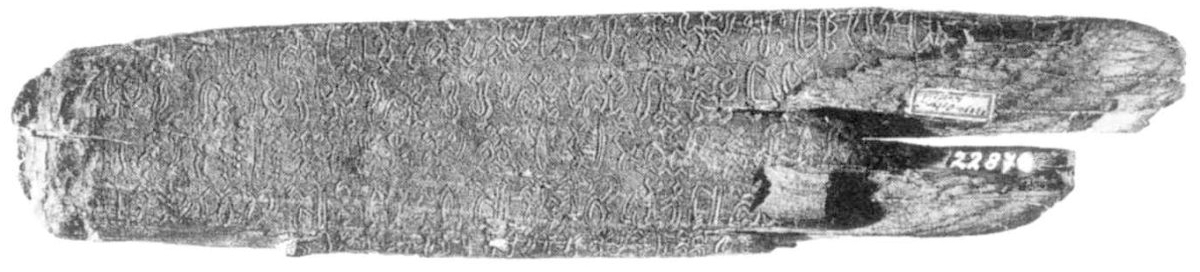
Exemplar N oder RR23 (Kleine Wientafel) Seite B

Nach Pozdniakov bildet der Text der Kleinen Wientafel einen Teil des Textinhalts der B-Seite von Exemplar E (Tafel Keiti).
Thomas Barthel nahm an, das Holz stamme vom Portiabaum (Thespesia populnea). Neue Untersuchungen belegen, dass die Tafel aus dem Holz der Steineibe (Podocarpus latifolius) gefertigt wurde.
Breite: 25,5 cm, Höhe: 5,2 cm.

### Exemplar O oder RR22 (Berlintafel)
Die Herkunft entspricht der von Exemplar M und N, der beiden Wientafeln. Sie wurde von Kapitänleutnant Wilhelm Geiseler von der Hyäne dem deutschen Konsul in Valparaíso, Heinrich Schlubach, übergeben, der sie 1883 dem Königlichen Museum für Völkerkunde zu Berlin stiftete.
Das Exemplar O ist neben dem Santiagostab das größte erhaltene Schriftzeugnis von der Osterinsel: Breite 103 cm, Höhe 12,5 cm (maximal). Das leicht gekrümmte, erheblich beschädigte Stück ist stark verwittert und war von Insektenfraß befallen. Außerdem sind an verschiedenen Stellen Brandschäden sichtbar. Seite B ist völlig zerstört, es können keine Schriftzeichen mehr entziffert werden. Auf der A-Seite sind noch sieben Zeilen mit 137 Elementen zu erkennen.
Die Tafel gehört heute zum Bestand des Ethnologischen Museums in Berlin. Rafał M. Wieczorek, Assistant Professor an der Universität Warschau, hat im Jahr 2020 eine umfassende Untersuchung der Berlintafel vorgenommen. Ein winziger Span der erheblich beschädigten Seite wurde einer Radiokarbonanalyse unterzogen, die vier Ergebnisse brachte. Mit höchsten Wahrscheinlichkeit (88,1 %) datiert die Berlintafel um 1810. Die Ergebnisse sind, wie Wieczorek aber selbst einräumt, nicht schlüssig, denn es ist nicht auszuschließen, dass die Berlintafel bereits früher, in der zweiten Hälfte des 18. Jahrhunderts, entstand. Eine mikroskopische Analyse offenbarte, dass sie nicht, wie lange Zeit angenommen, aus Schwemmholz gefertigt ist, sondern aus dem Holz des auf der Osterinsel altheimischen Portiabaumes (Thespesia populnea). Hochauflösende photogrammetrische Bilder zeigen, dass auch die zerstörte B-Seite der Berlintafel dicht beschrieben war, obwohl die Glyphen im Einzelnen nicht mehr zu identifizieren sind. Auf dieser Grundlage schätzten die Forscher den Gesamtbestand der Zeichen auf über 4000. Vollständig lesbar, wäre die Berlintafel das umfangreichste erhaltene Schriftdokument der Osterinsel.

### Exemplar P oder RR18 (Große Petersburgtafel)
Als sich die russische Korvette Witjas 1871 während der russischen Südsee-Expedition in Tahiti aufhielt, erhielt der Anthropologe Nikolai Nikolajewitsch Miklucho-Maklai die Rongorongo-Tafel von Bischof Jaussen. Kurz vor seinem Tod vermachte Miklucho-Maklai seine ethnologische Sammlung, darunter die zwei Rongorongo-Tafeln P und Q, der Russischen Geografischen Gesellschaft. 1891 kamen sie in den Bestand des Ethnologischen Museums in St. Petersburg, wo sie seitdem aufbewahrt werden.
Jede Seite ist mit 11 Zeilen beschrieben, insgesamt 1540 Schriftzeichen. Das Material ist nach Barthel Toromiroholz, eine neue mikroskopische Untersuchung ergab aber, dass die Tafel tatsächlich aus dem Holz der Steineibe (Podocarpus latifolius) besteht. Der Form nach könnte sie ein Teil eines Ruderblattes europäischer Herkunft gewesen sein. Da sie aber mehrere Durchbohrungen, wahrscheinlich für Schnüre, aufweist, ist es auch möglich, dass das Stück als Teil eines Kanus Verwendung fand.
Das Holz der Tafel, wahrscheinlich Schwemmholz, stammt von der Steineibe (Podocarpus latifolius).
Breite: 63 cm, Höhe: 15 cm (max.).

### Exemplar Q oder RR17 (Kleine Petersburgtafel)
Die Kleine Petersburgtafel stammt, wie Exemplar P, aus dem Nachlass von Miklucho-Maklai. Sie kam mit der Expedition der Witjas nach Russland. Woher sie ursprünglich stammt, ist nicht eindeutig geklärt. Miklucho-Maklai hat sie entweder in Tahiti oder in Mangareva erworben. Sie gehört heute ebenfalls zum Bestand des Ethnologischen Museums in St. Petersburg.
Die stark gekrümmte Tafel, vermutlich aus einem gebogenen Aststück hergestellt, besteht aus dem Holz des Portiabaumes (Thespesia populnea). Sie ist auf der A- und B-Seite mit je 9 heute noch erkennbaren Zeilen beschrieben. Viele Zeilen der stark verwitterten Tafel sind unvollständig, sodass noch etwa 900 von ursprünglich wahrscheinlich 1200 Schriftelementen identifiziert werden können. Der Text weist in mehreren Sequenzen Parallelen mit dem Text der Tafeln H und P auf.
Breite: 44,0 cm, Höhe: 9,0 cm.

### Exemplar R oder RR15 (Kleine Washingtontafel)
Im Dezember 1886 besuchte die USS Mohican, ein Dampfschiff der U.S. Pacific Squadron, mit einem Forschungsauftrag der Smithsonian Institution die Osterinsel. Vor allem der Schiffszahlmeister William Thomson und der Schiffsarzt George Cooke erkundeten die Insel. Thomson gelang es unter erheblichen Schwierigkeiten, wie er angibt, zwei Rongorongo-Tafeln zu erwerben: Exemplar R und S. 1890 übergab Thomson die beiden Tafeln der Smithsonian Institution. Sie befinden sich heute im National Museum of Natural History in Washington, D.C.
Die leicht gebogene Tafel R ist an den Rändern beschädigt, an einem Ende abgebrochen, ansonsten aber gut erhalten. Das Material ist unbekannt, Thomson nahm an, dass es sich um Toromiro-Holz handele. Seite A ist mit 8 Zeilen, Seite B mit 9 Zeilen beschrieben, von denen mittlerweile jedoch nur noch 8 erkennbar sind. Der Textumfang beträgt heute 460 Zeichen von ursprünglich wahrscheinlich ca. 600. Die russischen Linguisten Konstantin und Igor Pozdniakov haben statistische Vergleiche vorgenommen und festgestellt, dass Textsequenzen von Exemplar R in mehreren anderen Tafeln vorkommen.
Breite: 24 cm, Höhe: 9 cm.

### Exemplar S oder RR16 (Große Washingtontafel)
Die Herkunft ist die gleiche wie bei Exemplar R (Kleine Washingtontafel). Sie befindet sich heute ebenfalls im National Museum of Natural History in Washington D.C.
Über die ursprünglichen Besitzer gibt eine Passage aus dem Bericht von Katherine Routledge Auskunft:

„Die Eingeborenen erzählten uns, dass ein Schriftkundiger von der Südküste, dessen Haus voll von Rongorongo-Tafeln gewesen war, sie auf Geheiß der Missionare weggeworfen hatte. Daraufhin nahm ein praktisch veranlagter Mann namens Niari die ausrangierten Tafeln an sich und machte ein Boot aus ihnen, mit dem er eine Menge Fische fing. Als sich die Nähte [der zusammengebundenen Holzstücke für den Bootsrumpf] auflösten, bewahrte er das Holz in einer Höhlung eines Ahu nahe Hange Roa auf, um später ein neues Boot daraus zu bauen. Pakarati, ein Insulaner, der heute [1914] noch lebt, fand ein Stück, das die USS Mohican später an sich brachte.“

Die an einer Seite zugespitzte, rundum mit zwölf Bohrungen versehene Form der Tafel legt nahe, dass sie tatsächlich als Bootsplanke zweckentfremdet wurde. Auf der A-Seite sind 8 Zeilen beschrieben, auf der B-Seite 9, mit insgesamt 730 noch identifizierbaren Zeichen von ursprünglich wahrscheinlich 1200. Das Holz der Tafel, wahrscheinlich Schwemmholz, stammt von der Steineibe (Podocarpus latifolius).
Breite: 63 cm, Höhe: 12 cm (max.).

### Exemplar T oder RR11 (Honolulutafel I)
Der Privatsammler J. L. Young in Auckland erwarb die drei Tafeln T, U und V angeblich 1888 von einem „zuverlässigen Vermittler“. Die genaue Herkunft ist unbekannt, es besteht jedoch kein Zweifel, dass es sich um echte Stücke handelt. 1920 kaufte sie das Bernice P. Bishop Museum in Honolulu, wo sie sich noch heute befinden.
Der Erhaltungszustand von Exemplar T ist sehr schlecht. Das Holz ist von unbekannter Herkunft. Eine Seite ist vollständig, die andere größtenteils vermodert und von Insektenfraß zerstört. Außerdem weisen beide Seiten Brandspuren auf. Seite A ist mit 11 Zeilen beschrieben. Noch etwa 140 bis 150 Schriftelemente sind erkennbar, ursprünglich dürften es mehr als 400 gewesen sein. Auf Seite B sind auch mit modernen Verfahren keine Schriftzeichen mehr zu identifizieren.
Thomas Barthel glaubte eine enge thematische Verwandtschaft des Textes mit dem Santiago-Stab (Exemplar I oder RR 10) zu erkennen.:31
Breite: 31 cm, Höhe: 12,5 cm (max.).

### Exemplar U oder RR12 (Honolulutafel II)
Die Herkunft ist dieselbe wie bei Exemplar T und V. Tafel U befindet sich ebenfalls in der Sammlung des Bernice P. Bishop Museums in Honolulu. Auch dies ist ein schlecht erhaltenes, weitgehend vermodertes, von Insektenfraß beschädigtes und stellenweise verbranntes Exemplar. Die Enden sind ausgefranst und in der Mitte befindet sich außerdem ein großes Astloch.
Auf Seite A sind noch 6 Schriftzeilen zu erkennen, auf Seite B 10 Zeilen. Rund um das Astloch sind insgesamt nur noch 62 Schriftelemente zu identifizieren, von ursprünglich vermutlich 400 bis 500. Die Schriftzeichen auf Seite A und B sind unterschiedlich groß, sodass man annimmt, dass zwei verschiedene Graveure am Werk waren.
Breite: 70,5 cm, Höhe: 8 cm.

### Exemplar V oder RR13 (Honolulutafel III)
Die Herkunft ist dieselbe wie bei Exemplar T und U. Tafel V befindet sich ebenfalls in der Sammlung des Bernice P. Bishop Museums in Honolulu.
Exemplar V wurde wahrscheinlich aus dem Ende eines Ruders europäischer Herkunft (Schwemmholz?) hergestellt. Seite A ist an einem Ende etwas abgesplittert, Seite B hat leichte Brandschäden.
Nur eine Seite trägt erkennbare Schriftelemente, insgesamt 22 Zeichen in zwei Zeilen. Die Schriftzeichen sind, im Vergleich zu den anderen Tafeln, ungelenk und mit einem Stahlwerkzeug eingraviert. Alfred Metráux bezweifelte die Echtheit des Stückes. Sowohl Fischer als auch Barthel sind allerdings der Meinung, dass es sich zwar um ein „spätes“ Stück handelt, die Tafel jedoch eindeutig vor der Ankunft der Missionare auf der Osterinsel gefertigt wurde.
Breite: 71,8 cm, Höhe: 9 cm.

### Exemplar W oder RR14 (Honolulutafel IV)
1886 erwarb Leutnant Symonds von der USS Mohican die Tafel auf der Osterinsel. Er übergab sie später der in Honolulu ansässigen Familie Gifford, die sie 1914 dem Bernice P. Bishop Museum stiftete.
Exemplar W ist lediglich ein kleines Fragment (Breite 6,7 cm, Höhe 2,3 cm) einer größeren Tafel. Die Holzart ist unbekannt. Es sind nur 3 Schriftzeichen auf Seite A zu identifizieren.

### Exemplar X oder RR25 (Vogelmann)
Exemplar X ist eine Vogelmann-Figur (Moai Tangata Manu) von meisterhafter Ausführung und in einem ausgezeichneten Erhaltungszustand. Die 33 cm hohe Holzfigur ist die einzig bekannte ihrer Art, die mit Schriftzeichen bedeckt ist.
Der aus insgesamt 38 Elementen bestehende Text (einige Zeichen sind durch Abrieb nur schwer zu erkennen) verteilt sich in insgesamt 7 kurzen Abschnitten von 2 bis 12 Zeichen auf verschiedene Körperteile: Schnabel, Hinterkopf, Nacken, Brust, unterer Rücken, Unterleib und Oberschenkel. Alle Schriftzeilen, außer im Nacken, befinden sich auf der rechten Körperhälfte.
Die Herkunft der Figur ist unklar. Fischer spekuliert, dass sie möglicherweise mit einem Walfangschiff aus Nantucket in die Vereinigten Staaten gekommen sein könnte. Das Stück stammt ursprünglich aus der Privatsammlung Appelton Sturgis und wurde in den 1890er Jahren dem American Museum of Natural History in New York City übereignet, wo es sich noch heute befindet.

### Exemplar Y oder RR5 (Tabaksdose, Paris Snuffbox oder La Tabatière)

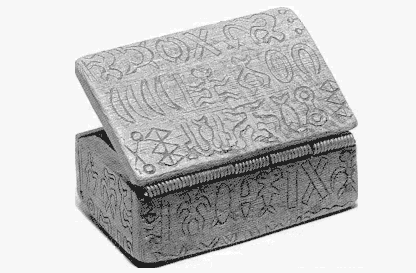
Exemplar Y: Tabaksdose

Exemplar Y ist eine hölzerne Tabaksdose eines Seemanns, die aus Bruchstücken einer Rongorongo-Tafel besteht. Die ursprüngliche Tafel wurde in 6 rechteckige Einzelstücke zerteilt, die zu einer Schachtel mit Klappdeckel zusammengesetzt wurden. Das Holz stammt vom Portiabaum (Thespesia populnea).
Das Musée de l’Homme in Paris erwarb die Tabaksdose im Jahr 1961 von dem französischen Altamerikanisten Henry Reichlen, der sie wiederum von einer französischen Familie bekommen hatte, in deren Besitz sie angeblich seit Generationen war. Heute wird sie im Musée du quai Branly in Paris ausgestellt.
Auf den Außenseiten der Schachtel sind noch etwa 80 Schriftelemente, manche nur teilweise, zu erkennen. Auf der Innenseite befinden sich keine Zeichen, offenbar wurde die Tafel, bevor man sie auseinanderschnitt, auf der B-Seite glattgehobelt. Obwohl die Schriftzeichen wahrscheinlich mit einem Stahlwerkzeug eingraviert wurden, hatten weder Thomas Barthel noch Steven Fischer Zweifel an der Authentizität. In Barthels Buch „Grundlagen zur Entzifferung der Osterinselschrift“ von 1958 ist die Tabaksdose noch nicht verzeichnet.
Länge: 7,1 cm, Breite: 4,7 cm, Höhe: 2,8 cm (Maße der Dose).

### Nachahmungen, Fälschungen
Bereits im 19. Jahrhundert hatte es sich auf der Osterinsel herumgesprochen, dass Schrifttafeln bei Besuchern sehr begehrt waren. Wie zum Beispiel bei Thomson und Routledge nachzulesen ist, wurden zum Teil recht hohe Preise gezahlt. Alfred Métraux lobte 1934/35 einen höheren Geldbetrag aus für die Beschaffung von bisher unbekannten Schriftzeugnissen. Dies zog zahlreiche Fälschungen nach sich. Es gibt daher in den Sammlungen noch eine Reihe von Schrifttafeln, die allgemein als zweifelhaft oder nicht authentisch angesehen werden.
Zu nennen ist hier insbesondere die sogenannte Poike-Tafel (in einigen Veröffentlichungen auch als Exemplar Z oder T4 verzeichnet) im Museo Nacional de Historia Natural in Santiago de Chile. Die Herkunft ist unklar. Angeblich wurde die Tafel 1937 von dem Insulaner José Paté in Hausfundamenten auf der Poike-Halbinsel gefunden und Pater Sebastian Englert übergeben. Sowohl Barthel als auch Fischer bezweifeln die Echtheit.
Beim Besuch der SMS Hyäne auf der Osterinsel erwarb ein Offizier ein Rei-Miro (heute im Australian Museum in Sydney). Aussehen und Beschaffenheit sprechen dafür, dass es sich um ein echtes, älteres Exemplar handelt. Allerdings hat ein Unbekannter den Brustschmuck mit dem Eingravieren von Zeichen, die wohl Rongorongo-Schrift darstellen sollen, nachträglich „aufgewertet“. Die Zeichen sind mit einem stählernen Werkzeug nur grob eingeritzt. Die Formen gehören nicht zum Repertoire der klassischen Osterinselschrift, sondern sind zweifelsfrei ungelenke Nachahmungen.
In den letzten Jahren, seit Kunstwerke der Osterinsel-Kultur bei Versteigerungen renommierter Auktionshäuser hohe Preise erzielt haben, sind auch einige Rongorongo-Artefakte aufgetaucht, deren Echtheit jedoch bezweifelt werden muss. Die sogenannte San-Diego-Tafel von unklarer Provenienz wurde 2016 von einem Trödel-Händler in Prescott, Arizona, angekauft, der sie angeblich in einem alten Anwesen in San Diego gefunden hat. Das 16 × 6 cm messende, ungefähr rechteckige Stück einer bisher nicht bestimmten Holzart ist auf der B-Seite stark verwittert und trägt auf der A-Seite fünf Reihen von insgesamt 98 Rongorongo-Glyphen. Sie entsprechen durchaus der von Barthel erstellten Formenliste und kommen in ähnlicher Form auch auf authentischen Rongorongo-Tafeln vor. Ob die San-Diego-Tafel mit einem Artefakt identisch ist, das der amerikanische Handelskapitän Patrick John Calligan 1873 auf der Osterinsel erworben hat, heute jedoch verschollen ist, ist unklar. Die Echtheit muss jedenfalls bezweifelt werden, insbesondere solange die Herkunft verschleiert wird.
Im Jahr 2018 wurde ein mit zehn Rongorongo-Glyphen beschriebenes, 15 × 4 cm großes Stückchen Tapa-Rindenbaststoff von einem Antiquitätenhändler im Namen einer anonymen Familie aus Zürich im Handel angeboten. Ein Vorfahre der Familie namens Albert (oder Albrecht) van Houten habe auf einem nicht benannten Schiff gedient, das im März 1899 die Osterinsel angelaufen habe. Dort habe er sich in eine junge Frau namens Rangitoki verliebt. Sie habe ihm einen Fetzen ihres „Lendenschurzes“ geschenkt, der mit den Schriftzeichen beschrieben war. Das Artefakt war zusammengefaltet in einem Uhrengehäuse versteckt, zusammen mit einem Stück Papier, auf dem handschriftlich in Deutsch stand: „Ein Stück von dem Rock meiner geliebten wunderschönen Rangitoki. An mich als Geschenk über[re]icht – März, 1869 –“. Dass Rongorongo-Schrift auch auf Tapa-Rindenbaststoff niedergelegt wurde, ist bisher beispiellos, aber nicht völlig ausgeschlossen. Die verwendeten Glyphen kommen auch auf authentischen Rongorongo-Tafeln oder dem Santiago-Stab vor. Das Rangitoki-Fragment ist keine plumpe Fälschung, eher eine Nachahmung authentischer Rongorongo-Schrift, deren Echtheit jedoch bezweifelt werden muss, solange das Schreibmedium keiner wissenschaftlichen Untersuchung unterzogen und das Alter nicht durch Radiokarbonanalyse bestimmt wurde.
Wegen des Wertes, der heutzutage Antiquitäten im Allgemeinen und Sammlerstücken von der Osterinsel im Besonderen zugemessen wird, muss man damit rechnen, dass weitere Rongorongo-Tafeln – echt oder gefälscht – im Handel auftauchen. Solange sie von der Forschung nicht übereinstimmend als kanonisch deklariert wurden, lohnt es nicht, sich damit zu beschäftigen.